# Horticultură

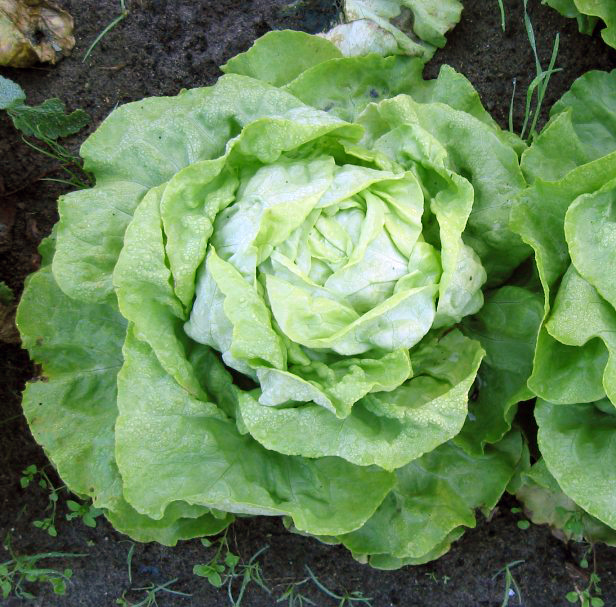
Cultură de salată, exemplu de legumicultură

Horticultura este un complex de științe biologice aplicate, care studiază cultura, ameliorarea și valorificarea pomilor și arbuștilor fructiferi, viței de vie, legumelor și florilor, precum și vinificarea strugurilor și tehnologia prelucrării produselor horticole. Horticultura include, de asemenea, conservarea plantelor, întreținerea solului, arhitectura peisagistică, designul grădinilor și pomicultura. Este o disciplină esențială pentru agricultură, contribuind la securitatea alimentară, estetica peisajelor și sustenabilitatea mediului.

## Etimologie
Cuvântul „horticultură” provine din două cuvinte latinești: hortus (grădină) și cultura (a cultiva). Termenul reflectă esența acestei științe: cultivarea plantelor în grădini sau spații organizate, cu scopuri productive sau decorative.

## Ramuri ale horticulturii
Horticultura cuprinde mai multe ramuri specializate, fiecare cu obiective și tehnici specifice:

### Pomicultura
Pomicultura se ocupă cu cultivarea pomilor și arbuștilor fructiferi (ex. meri, pruni, cireși, nuci, afini) pentru producția de fructe. Pomicultorii selectează soiuri adaptate condițiilor locale, aplică tratamente fitosanitare, efectuează tăieri de formare și rodire și gestionează recoltarea. În România, pomicultura are o tradiție îndelungată, marcată de contribuțiile unor specialiști precum Teodor Bordeianu și Nicolae Constantinescu. Lucrarea Pomologia Republicii Socialiste România (1962–1968, 8 volume), coordonată de aceștia, rămâne o referință globală. Portal despre pomi fructiferi din România

### Viticultura
Viticultura studiază cultura viței de vie pentru producția de struguri de masă sau pentru vinificație. Include selecția soiurilor, întreținerea plantațiilor și combaterea bolilor (ex. filoxera). În România, regiuni precum Dealu Mare, Murfatlar și Cotnari sunt renumite pentru viticultură.

### Oenologia
Oenologia se concentrează pe vinificația strugurilor, incluzând fermentarea, maturarea și îmbutelierea vinului. Este strâns legată de viticultură și contribuie la industria vinicolă românească, cu soiuri precum Fetească Neagră și Tămâioasă Românească.

### Legumicultura
Legumicultura vizează cultivarea legumelor (ex. roșii, ardei, varză, salată) în câmp sau sere. Necesită tehnici avansate de irigare, fertilizare și protecție împotriva dăunătorilor. România produce legume în bazine legumicole precum Dăbuleni și Matca.

### Floricultura
Floricultura se ocupă cu cultura florilor pentru scopuri ornamentale sau comerciale (ex. trandafiri, lalele, crizanteme). Include designul floral și producția de plante în ghivece. Pepinierele românești, precum cea a lui Takacs Csaba din Aiud, produc și butași de trandafir. Pagina dedicată horticulturii românești

### Arhitectura peisagistică
Arhitectura peisagistică implică proiectarea și amenajarea grădinilor, parcurilor și spațiilor verzi, integrând plante horticole cu elemente estetice și funcționale. În România, exemple includ Grădina Botanică din București și parcurile din Timișoara.

### Dendrologia
Dendrologia studiază arborii și arbuștii ornamentali sau forestieri, contribuind la conservarea biodiversității și la amenajarea peisajelor. Horticultorii dendrologi colaborează adesea cu arhitecții peisagiști.

## Horticultura în România
România beneficiază de condiții pedoclimatice favorabile pentru horticultură, cu soluri fertile și un climat temperat-continental. Tradiția horticolă românească a fost consolidată de institute de cercetare, precum Institutul de Cercetări Hortiviticole și Institutul de Pomicultură de la Mărăcineni, care continuă munca pionierilor din secolul XX. 
Cercetarea horticolă a fost impulsionată de lucrări precum Pomologia Republicii Socialiste România, coordonată de Teodor Bordeianu și Nicolae Constantinescu, care a fundamentat zonarea soiurilor pomicole în funcție de sol și climă. Revista Grădina, Via și Livada, fondată cu contribuția lui Bordeianu, a fost un canal important pentru diseminarea cunoștințelor horticole.
Pepinierele private, precum Pepiniera Mitreni (Victor Cibu, județul Călărași) și Pepiniera Takacs (Aiud, județul Alba), produc material săditor certificat, incluzând pomi fructiferi (măr, păr, cais, prun, cireș) și arbuști fructiferi (afin, coacăz). Acestea continuă tradiția horticolă, promovând soiuri autohtone precum mărul Florina sau prunul Tuleu Gras. Pepinierele Roman – producători de puieti fructiferi
Agenția pentru Finanțarea Investițiilor Rurale (AFIR) sprijină horticultorii prin programe de finanțare pentru modernizarea plantațiilor și adoptarea tehnologiilor ecologice. Programe de finanțare pentru horticultură

## Contribuții științifice și culturale
Horticultura românească a avut un impact semnificativ asupra agriculturii și peisagisticii, prin:
- Cercetare: Dezvoltarea soiurilor rezistente, precum mărul Idared sau alunul Tonda Gentile Romana.
- Publicații: Lucrări de referință, cum ar fi Pomologia Republicii Socialiste România și Mică enciclopedie de horticultură (Ilie Echim, 1983).
- Educație: Facultățile de horticultură din București, Cluj-Napoca, Timișoara, Iași și Craiova formează specialiști în domeniu.
- Tradiție: Pepinierele și grădinile botanice (ex. Grădina Botanică Iași, fondată cu sprijinul lui E. Țopa) promovează biodiversitatea.

## Provocări actuale
Horticultura românească se confruntă cu provocări precum:
- Schimbările climatice: Afectează fenologia plantelor și productivitatea.
- Concurența importurilor: Fructele și legumele importate reduc cota de piață a producătorilor locali.
- Modernizarea: Necesitatea investițiilor în tehnologii ecologice și sere moderne.
- Lipsa forței de muncă: Migrația tinerilor reduce numărul specialiștilor horticoli.

Soluții includ finanțările AFIR, cercetarea pentru soiuri rezistente și promovarea produselor horticole autohtone pe piețele internaționale.

## Reprezentanți notabili din România
Horticultura românească a fost marcată de contribuțiile unor specialiști de renume: Teodor Bordeianu, Nicolae Constantinescu, Victor Cibu, Takacs Csaba
Pagina dedicată horticulturii românești

## Imagini reprezentative
Horticultura românească este ilustrată prin imagini care surprind diversitatea culturilor și contribuțiile științifice: